# Виа Аурелия
Виа Аурелия (на латински: Via Aurelia) е древен римски път, построен около 241 пр.н.е.. С проекта се захваща Гай Аврелий Кота, цензор по това време. Кота има опит в строенето на пътища в Древен Рим, придобит от ръководенето на строежа на военен път в Сицилия (като консул през 252 пр.н.е., по време на Първата пуническа война), свързващ градовете Агригентум (съвременен Агридженто) и Панормус (днешен Палермо).

## История
В средата на Римската република, поредица от пътища са построени в Италия, за да обслужват нуждите на римската експанзия. Тези пътищата служат за мимолетни придвижвания на войската и по-бърза комуникация между римските колонии, разположени из цяла Италия. Оказват се също благоприятно условия за развитието на търговията между италианските градове и Рим. Виа Аурелия е построен като част от тази мащабна пътностроителна кампания, която започва през 312 пр.н.е. с построяването на пътя Виа Апия. Други пътища изградени през този период са: Виа Америна, Виа Фламиния, Виа Клодия, Виа Емилия, Виа Касия, Виа Валерия и Caecilia.

## Пътят
Виа Аурелия пресича река Тибър чрез моста Понс Емилиус и излиза от Рим от западната му страна. След като император Аврелиан построява стена около Рим (около 270-273 г.), пътят напуска града през порта Аурелия. После пътят продължава около 25 мили до Алсиум на тиренския бряг, а оттам на север по брега до Вада Волатерана, Ко̀за и Пиза (на латински: Pisae). Този маршрут е определян за оригиналната дължина на Виа Аурелия. Това е изключително важен път по време на ранната и средната Република, защото свързва градовете Рим, Ко̀за и Пиза. Ко̀за е важна колония и военен пост в Етрурия, а Пиза е единственото пристанище между Генуа и Рим. Впоследствие градът е използван като важна морска база от римляните по време на войните им с лигурите, галите и картагенците.
Виа Аурелия е разширена приблизително 200 мили от пътя Виа Емилия Скавра (Via Aemilia Scauri) през 109 пр.н.е., построен от Марк Емилий Скавър. Продължението води до Дертона (днешна Тортона), Плаценция (дн. Пиаченца), Кремона, Акуилея и Генуа, откъдето може да се пътува до южна Франция (в древноримско време Gallia Narbonensis) по Виа Постумия.